# Kristianstad FC
Kristianstad/Christiansstad  FC er en fodboldklub fra Christian IV:s by i Skåne, stiftet i 2015. Klubbens farver er orange og sort med de to C4-løver i klubvåbnet, og er en sammenlægning af flere klubber hvoraf den største er Kammeraterne, som 1960 var kun en kvalifikationskamp fra at nå den højeste liga Allsvenskan. Hjemmebane er Christianstad fodboldarena.